# Robidov livadar
Robidov livadar (znanstveno ime Brenthis daphne)  je dnevni metulj iz družine pisančkov, ki v Sloveniji leta med majem in avgustom.

## Opis
Robidov livadar je na prvi pogled podoben močvirskemu livadarju, od katerega pa se loči po tem, da del kril ob telesu samic robidovega livadarja ni temno obarvan. Po zunanjem delu spodnje strani zadnjih kril tega metulja se širijo rožnate do vijolične lise, ki se med seboj prelivajo. Ne tem delu je zabrisan vzorec navideznih očesc, ki so sicer jasno vidna. Žile na spodnji strani kril niso izrazite. Preko kril meri med 37 in 50 mm.
- Robidov livadar
- △  Robidov livadar

## Razširjenost
Robidov livadar je v Sloveniji dokaj pogosta vrsta metulja. Najpogosteje se zadržuje po gozdnih jasah in grmovnatih pobočjih od nižin do sredogorja. Njegove gosenice se prehranjujejo z listi robide, po čemer je dobil tudi svoje ime.